# 677772 Bettonvil
677772 Bettonvil è un asteroide della fascia principale. Scoperto nel 2012, presenta un'orbita caratterizzata da un semiasse maggiore pari a 2,3058681 au e da un'eccentricità di 0,1709955, inclinata di 10,10550° rispetto all'eclittica.
Dal 20 maggio al 1º luglio 2024, quando 698609 Angli ricevette la denominazione ufficiale, è stato l'asteroide denominato con il più alto numero ordinale. Prima della sua denominazione, il primato era di 669588 Pazura.
L'asteroide è dedicato all'astronomo olandese Felix Bettonvil.